# Mejdlaya (Zgharta)
Mejdlaya è un centro abitato e comune (municipalité) del Libano situato nel distretto di Zgharta, governatorato del Nord Libano.